# ألبرت أنكر
ألبرت أنكر (بالألمانية: Albert Anker)‏ هو رسام ورسام توضيحي سويسري، ولد في 1 أبريل 1831 في إينس في سويسرا، وتوفي بنفس المكان في 16 يوليو 1910.

## وصلات خارجية
- ألبرت أنكر على موقع ديسكوغز (الإنجليزية)